# Charles Fraser (botanicus)
Charles Fraser (Blair Atholl, 1788 – Parramatta, 22 december 1831) was een Brits botanicus.
Hij verzamelde en categoriseerde een groot aantal Australische plantensoorten en was koloniaal botanicus van New South Wales van 1821 tot 1831.
Fraser nam deel aan verscheidene expedities, waaronder die van James Stirling naar de rivier de Swan in 1827. Zijn verslag over de kwaliteit van de bodem speelde een belangrijke rol bij de beslissing die tot de stichting van de kolonie aan de rivier de Swan leidde.

## Vroege leven
Fraser werd in 1788 in Schotland geboren. Als jonge man werkte hij als hovenier.
In 1815 vervoegde Fraser het leger en trad tot het 56e Regiment toe. Op 8 april 1816 arriveerde hij aan boord van het gevangenenschip Guildford in Sydney.

## Australië
In juni 1816 werd Fraser tot opzichter van de 'Botanical Garden' van Sydney benoemd. In november dat jaar werd hij naar het 46e en het daaropvolgende jaar naar het 48e Regiment overgeplaatst. Hij nam deel aan John Oxley's expedities en verzamelde op vraag van Lord Bathurst zaden en specimen van Australische planten. In 1817 verkenden Oxley en Fraser de rivier de Lachlan, in 1818 het noordoosten van New South Wales en in 1819 de rivier de Hastings. Oxley noemde Fraser de 'Colonial Collector'. In 1820 bezocht Fraser Van Diemensland.
Op 1 januari 1821 benoemde gouverneur Macquarie Fraser tot 'Colonial Botanist' (koloniaal botanicus). Hij nam deel aan John Thomas Bigges expeditie naar het binnenland, aan een expeditie naar Nieuw-Zeeland, een expeditie naar het eiland Norfolk en aan een tweede expeditie naar Van Diemensland.
In 1827 verkende Fraser met James Stirling de rivier de Swan in het westen van Australië, en steunde diens plan om er een nederzetting te stichten. Zijn verslag over de kwaliteit van de bodem in de vallei van de Swan was nog positiever dan Stirlings verslagen. Het droeg bij aan de beslissing van het Colonial Office om de kolonie aan de rivier de Swan op te richten. Frasers verslag lag dus mede aan de basis van wat de 'Swan River mania' zou genoemd worden.
Fraser reisde in 1828 met Allan Cunningham naar de Moreton Bay. Ze verkenden er het binnenland en Fraser legde er de 'New Garden' van Brisbane aan.

## Nalatenschap
Op 22 december 1831 stierf Fraser te Parramatta aan een beroerte. Hij liet geen nabestaanden achter in Australië.
Voor zijn pogingen om in Australië eucalyptusolie en katoen te produceren ontving Frazer van de 'Agricultural and Horticultural Society' een gouden medaille.
Er zijn eenendertig inheemse plantensoorten naar Frazer vernoemd. Ook de hagedis Delma fraseri en Point Fraser aan de rivier de Swan in West-Australië zijn naar hem vernoemd.
Het grootste deel van Frasers verzameling specimen wordt bewaard in het Kew Gardens wetenschappelijk instituut, in het Natural History Museum in Londen en in de 'Druce-Fielding Collection' van de Universiteit van Oxford. Een deel werd teruggeschonken aan het Herbarium van de Royal Botanic Gardens van Sydney.
- Australian Dictionary of Biography: frazer-charles-2068
- Author citation (botany): C.Fraser
- Gemeinsame Normdatei: 1054653453
- Museum of New Zealand Te Papa Tongarewa: 33820
- Trove: 1463021
- Virtual International Authority File: 309655862